# Partit Popular Independent (Luxemburg)
El Partit Popular Independent (en alemany: Unabhängige Volkspartei) fou un partit polític a Luxemburg.
El partit en va guanyar cinc dels 53 escons a les eleccions de l'Assemblea Constitucional de Luxemburg de 1918. A les eleccions generals de l'any següent es va presentar en llistes amb diferents noms a les diferents circumscripcions; al Centre i Est, es va presentar com «Partit Popular Independent», al Nord com «Partit del Poble Lliure», mentre que a Sud com «Partit Popular». En total en va guanyar dos dels 48 escons a la Cambra de Diputats de Luxemburg. El partit no es va presentar a les eleccions posteriors.